# Sonic Underground
A Sonic Underground 1999-ben indult angol-francia zenés televíziós sorozat.

## Történet
Sonic a testvéreivel megalakította a Sonic Underground zenekart. Aleena királynő, Mobius volt uralkodója elrejtette rokonait, hogy megvédje őket a gonosz diktátortól. A zsarnok Robotnik megtudja a jövendölést, hogy a sündisznók egy napon legyőzik őt, megtalálják az anyjukat, és visszaállítják a békét a bolygón. Ezért Dr. Robotnik két segítőjével fogságba akarja Sonicékat ejteni, de a süncsapat hatalmas medálok segítségével felveszi velük szemben a harcot.

## Szereplők
Három főszereplője: Sonic, Sonja és Manic. Mindhárman zenészek. Sonic a hangsebesség gyorsaságával futó sündisznó, és imád Chili Dogot enni. Sonja egy bájos, Manic egy légdeszkázó sün. Robotnik a történet negatív hőse.
| Szereplő                     | Angol hang                          | Magyar hang (Budapest Film, 2006)      | Magyar hang (KidsCo, 2009)          |
| ---------------------------- | ----------------------------------- | -------------------------------------- | ----------------------------------- |
| Sonic, a sündisznó           | Jaleel White Sam Vincent (ének)     | Seszták Szabolcs eredeti hangon (ének) | Szabó Máté eredeti hangon (ének)    |
| Szonja, a sündisznó          | Jaleel White Louise Vallance (ének) | Böhm Anita eredeti hangon (ének)       | Szabó Zselyke eredeti hangon (ének) |
| Manic, a sündisznó           | Jaleel White Tyler Ross (ének)      | Szokol Péter eredeti hangon (ének)     | Moser Károly eredeti hangon (ének)  |
| Dr. Robotnik                 | Garry Chalk                         | Faragó András                          | Faragó András                       |
| Sleet                        | Maurice LaMarche                    | Rosta Sándor                           | Kassai Károly                       |
| Dingo                        | Peter Wilds                         | Elek Ferenc                            | Karácsonyi Zoltán                   |
| Alenna, a sündisznó királynő | Gail Webster                        | Árkosi Kati                            | Balog Anikó                         |
| Knuckles, a hangyászsün      | Brian Drummond                      | Holl Nándor                            | Bolba Tamás                         |
| Delphius orákuluma           | Maurice LaMarche                    | –                                      | Sztarenki Pál                       |
| Bartleby Montclair úr        | Philip Maurice Hayes                | –                                      | Magyar Bálint                       |
| Cyrus                        | Ian James Corlett                   | Kossuth Gábor                          | ?                                   |
| Trevor                       | Matt Hill                           | –                                      | ?                                   |
| Főcímdalt éneklő             | ?                                   | eredeti hangon                         | ?                                   |
| Főcím és stáblista felolvasó | –                                   | Bozai József                           | Markovics Tamás                     |